# Papeteries de Lancey
 (mai 2022).
- Si vous ne connaissez pas le sujet, laissez ce bandeau (vous pouvez alors contacter les auteurs).
- Si vous supprimez le contenu mis en cause (vous pouvez préalablement contacter les auteurs),

argumentez précisément cette suppression dans la page de discussion
(un manque de référence n'est pas un argument ; une recherche réelle de référence doit avoir été effectuée, être formellement documentée).
 (mai 2022).
La mise en forme du texte ne suit pas les recommandations de Wikipédia : il faut le « wikifier ».
Les points d'amélioration suivants sont les cas les plus fréquents. Le détail des points à revoir est peut-être précisé sur la page de discussion.
- Les titres sont pré-formatés par le logiciel. Ils ne sont ni en capitales, ni en gras.
- Le texte ne doit pas être écrit en capitales (les noms de famille non plus), ni en gras, ni en italique, ni en « petit »…
- Le gras n'est utilisé que pour surligner le titre de l'article dans l'introduction, une seule fois.
- L'italique est rarement utilisé : mots en langue étrangère, titres d'œuvres, noms de bateaux, etc.
- Les citations ne sont pas en italique mais en corps de texte normal. Elles sont entourées par des guillemets français : « et ».
- Les listes à puces sont à éviter, des paragraphes rédigés étant largement préférés. Les tableaux sont à réserver à la présentation de données structurées (résultats, etc.).
- Les appels de note de bas de page (petits chiffres en exposant, introduits par l'outil «  Source ») sont à placer entre la fin de phrase et le point final[comme ça].
- Les liens internes (vers d'autres articles de Wikipédia) sont à choisir avec parcimonie. Créez des liens vers des articles approfondissant le sujet. Les termes génériques sans rapport avec le sujet sont à éviter, ainsi que les répétitions de liens vers un même terme.
- Les liens externes sont à placer uniquement dans une section « Liens externes », à la fin de l'article. Ces liens sont à choisir avec parcimonie suivant les règles définies. Si un lien sert de source à l'article, son insertion dans le texte est à faire par les notes de bas de page.
- La présentation des références doit suivre les conventions bibliographiques. Il est recommandé d'utiliser les modèles {{Ouvrage}}, {{Chapitre}}, {{Article}}, {{Lien web}} et/ou {{Bibliographie}}. Le mode d'édition visuel peut mettre en forme automatiquement les références.
- Insérer une infobox (cadre d'informations à droite) n'est pas obligatoire pour parachever la mise en page.

Pour une aide détaillée, merci de consulter Aide:Wikification.
Si vous pensez que ces points ont été résolus, vous pouvez retirer ce bandeau et améliorer la mise en forme d'un autre article.

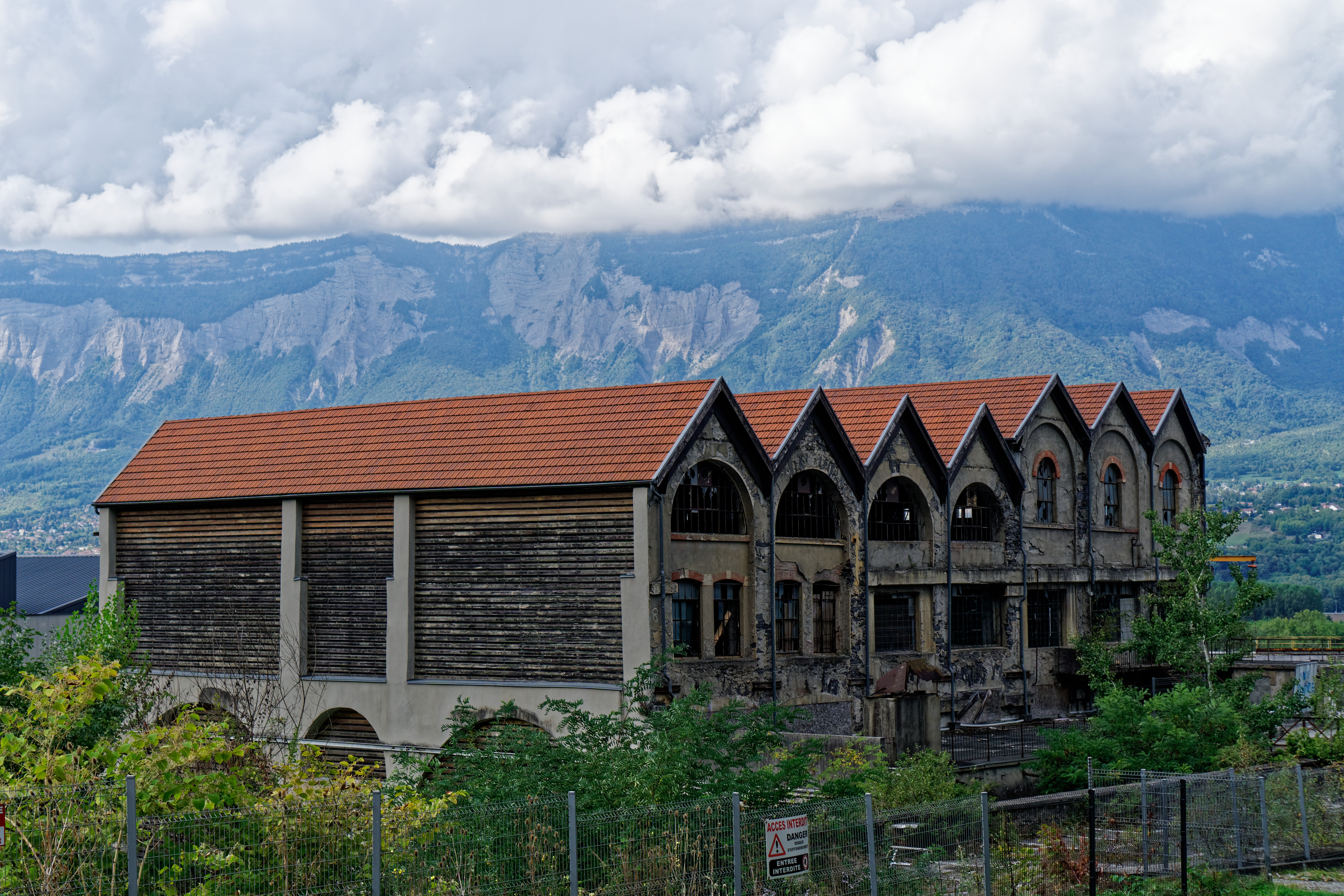
Bâtiments des papeteries

Les papeteries de Lancey sont une usine de papeterie créée dans la seconde moitié du XIXe siècle à Villard-Bonnot dans le département français de l'Isère, et fermée en 2008. Elles ont une valeur par leur appartenance à l'histoire industrielle de l'Isère et à celle de l'industrie papetière, ainsi que du fait de leur créateur, l'ingénieur Aristide Bergès, personnage majeur dans le développement de la « houille blanche ».

## Historique

### Seconde moitié duXIXesiècle: Aristide Bergès crée les Papeteries de Lancey

#### Les Papeteries de Lancey et l'hydroélectricité naissante
Aristide Bergès (1833-1904), ingénieur issu d'une famille de papetiers, arrive en 1867 dans la vallée du Grésivaudan et, initialement associé avec le docteur Marmonnier, il installe en 1869 sa première râperie à bois sur la commune de Villard-Bonnot, au bord du ruisseau de la Combe de Lancey,. L'usine produit ainsi de la pâte à papier. La râperie utilise l'énergie hydraulique grâce à l'installation d'une conduite forcée de 200 mètres de dénivelé qui sert à alimenter les turbines actionnant les machines des usines,,,. En 1882, l'ingénieur étend sa râperie avec une unité de papeterie (qui fonctionne à partir de 1883), une conduite forcée de 500 m de dénivelé et une dynamo Gramme (du nom de l'inventeur de celle-ci), utilisée initialement pour illuminer l'usine. Bientôt, la force de l'eau transformée en électricité fera fonctionner les machines. Non loin, en 1883, le premier transport d'électricité a lieu entre les communes de Vizille et Grenoble ; Aristide Bergès s'inspire lui aussi de l'idée de transporter l'énergie électrique. Lors de l'Exposition universelle de Paris de 1889, Aristide Bergès désigne sous l'expression « houille blanche », le processus d'utilisation de la force des chutes d'eau afin d'obtenir de l'énergie électrique, processus qu'il utilise pour alimenter en énergie ses installations de papeterie,,. Plus tard, les installations permettront aussi l'alimentation en électricité pour l'éclairage de communes environnantes.
À partir de 1886, Aristide Bergès met à profit les petits lacs situés en amont des conduites forcées de l'usine pour améliorer la régularité de l'apport en eau au fil des saisons,. Dans les années 1890, deux autres conduites forcées sont implantées, associées à la chute de 500 m et amenant de l'eau du « ruisseau de Vors » (ruisseau de Saint-Mury) jusqu'à l'usine.
Lors du décès d'Aristide Bergès en 1904, le statut de l'usine change, passant d'entreprise familiale pour devenir une société anonyme, dont la direction est donnée à l'ingénieur Auguste Biclet qui change la ligne directrice de l'entreprise en augmentant la production et en renforçant la politique d'acquisition forestière[source insuffisante]. Toutefois, l'usine reste une propriété de la famille jusqu'en 1909.
À cette époque, le bois utilisé pour la production de pâte à papier puis papier provient en partie de la région, et notamment des forêts du massif du Vercors.

#### La politique paternaliste de l'usine

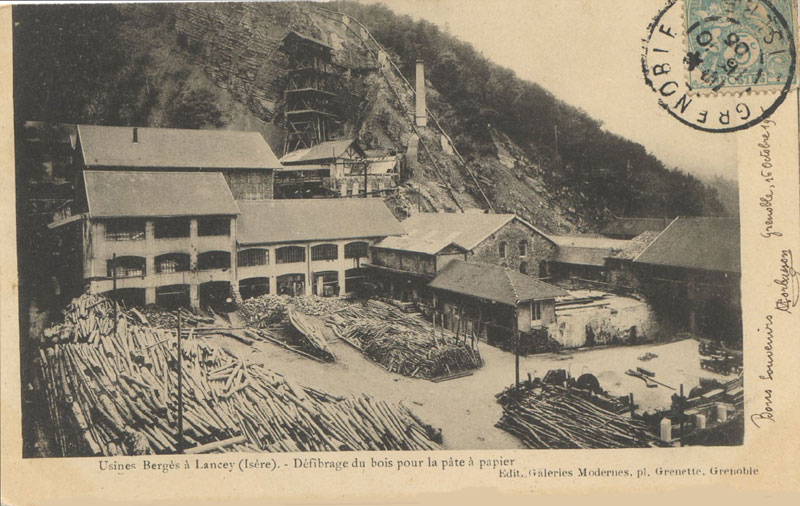
Carte postale « Usines Bergès à Lancey (Isère). - Défibrage du bois pour la pâte à papier », avant 1904.

On observera une grande expansion de 1880 à 1907, qui permettra à la ville de Villard-Bonnot de changer de visage, avec notamment de nouveaux équipements publics, des cités ouvrières, des tramways électriques et une crèche.
Dans les années 1920, le nombre d'employés est d'environ 1 800, dont presque la moitié sont d'origine étrangère (principalement espagnole et italienne). Ils sont logés dans les cités ouvrières de l'Avenue d'Espagne, la cité des roses ou encore la cité de Vors.

### Les Papeteries durant les guerres mondiales

#### Première guerre mondiale
En 1914, l'usine comptait sept machines fabricant du papier et une fabricant du carton. Durant la première guerre mondiale, grâce aux machines installées aux papeteries à partir de 1915, les usines produisent 6 000 obus par jour.

Affiche Papeterie Bergès (1920).

Après 1917, le groupe prend une dimension nationale. L'entreprise évolue et absorbe les Cartonneries de Lancey (construites en 1913-1914, celles-ci sont en partie liées aux Papeteries de Lancey), les différentes papeteries Fredet (à Brignoud, une commune voisine), des Martinets à Pontcharra, de Leysse, ainsi que celles, plus lointaines, de Persan-Beaumont et d’Alfortville, devenant en 1921 la Société des Papeteries de France,. Ce groupe fabrique des pâtes à papier, des papiers et du carton ; il est le plus important du pays dans ce domaine. En 1923, dans le but d'avoir davantage d'énergie pour la production, la société prend la concession de la mine d'anthracite de Saint-Mury-Monteymond ; elle emploie alors l'anthracite dans une centrale thermique. L'utilisation de la mine aura lieu jusqu'en 1962.

#### Seconde Guerre mondiale
Durant la seconde guerre mondiale, Georges Durand, l'un des responsables des maquis du Grésivaudan, travaille aux papeteries et peut utiliser les camions de l'entreprise pour cacher des réfractaires au Service du travail obligatoire (S.T.O). Il offre des emplois aux maquisards aux Papeteries de Lancey pour les cacher plus efficacement.

### Les changements après la Seconde Guerre mondiale
Après le décès d'Auguste Biclet en 1946, c'est Pierre Rigault qui prend la tête des papeteries. L'usine changera plusieurs fois de direction entre 1946 et 1960 pour arriver aux mains de Henry Jaussaud qui fera installer la « Machine 8 », considérée à l'époque comme l'une des plus compliquées, mais aussi l'une des plus productives (cette installation est inaugurée en mai 1960 par le Ministre de l'Industrie, Jean-Marcel Jeanneney). Pour l'installer, il faudra déplacer le château Bergès : il sera désolidarisé de ses fondations pour être mis sur rails et ensuite déplacé de 73 mètres pour atteindre sa nouvelle destination. Les résultats financiers à la suite de l'installation de la machine 8 ne sont pas à la hauteur des attentes. Cependant, cela n'empêchera pas de faire l'acquisition de différentes papeteries à travers l'hexagone. Avec l'ouverture du marché européen en 1958, les papeteries françaises ont tendance à se regrouper afin de pouvoir rivaliser avec les Scandinaves.

### Des années 1970 à 2008: le déclin puis la fermeture
Durant les années 1970, le déclin financier continuant, la vente de plusieurs sites est obligatoire pour la survie des Papeteries de France. 1975 voit l'industrie papetière est ébranlée par la crise économique mondiale en cours. Environ 500 personnes sont employées sur le site au début des années 1980. En 1984, le site des Papeteries de Lancey redevient indépendant et reprend le nom de Société des Papeteries de Lancey, avec à sa tête la société Aussedat-Rey qui est l'actionnaire unique.
En 1986, le groupe américain International Paper, numéro un mondial dans le secteur de la papeterie, devient actionnaire du groupe Aussedat-Rey. Ce rachat d'action par une grande entreprise est l'un des premiers en France dans le secteur de la papeterie. Cela permettra au secteur papetier de devenir l'un des premiers secteurs industriels à être mondialisé. International Paper propose une offre publique d'achat en 1989 sur la totalité des actions du groupe Aussedat-Rey. Dès avril, il détient 99% des actions du groupe.
Le 23 juillet 1992, l'usine est partiellement inscrite au titre des monuments historiques.

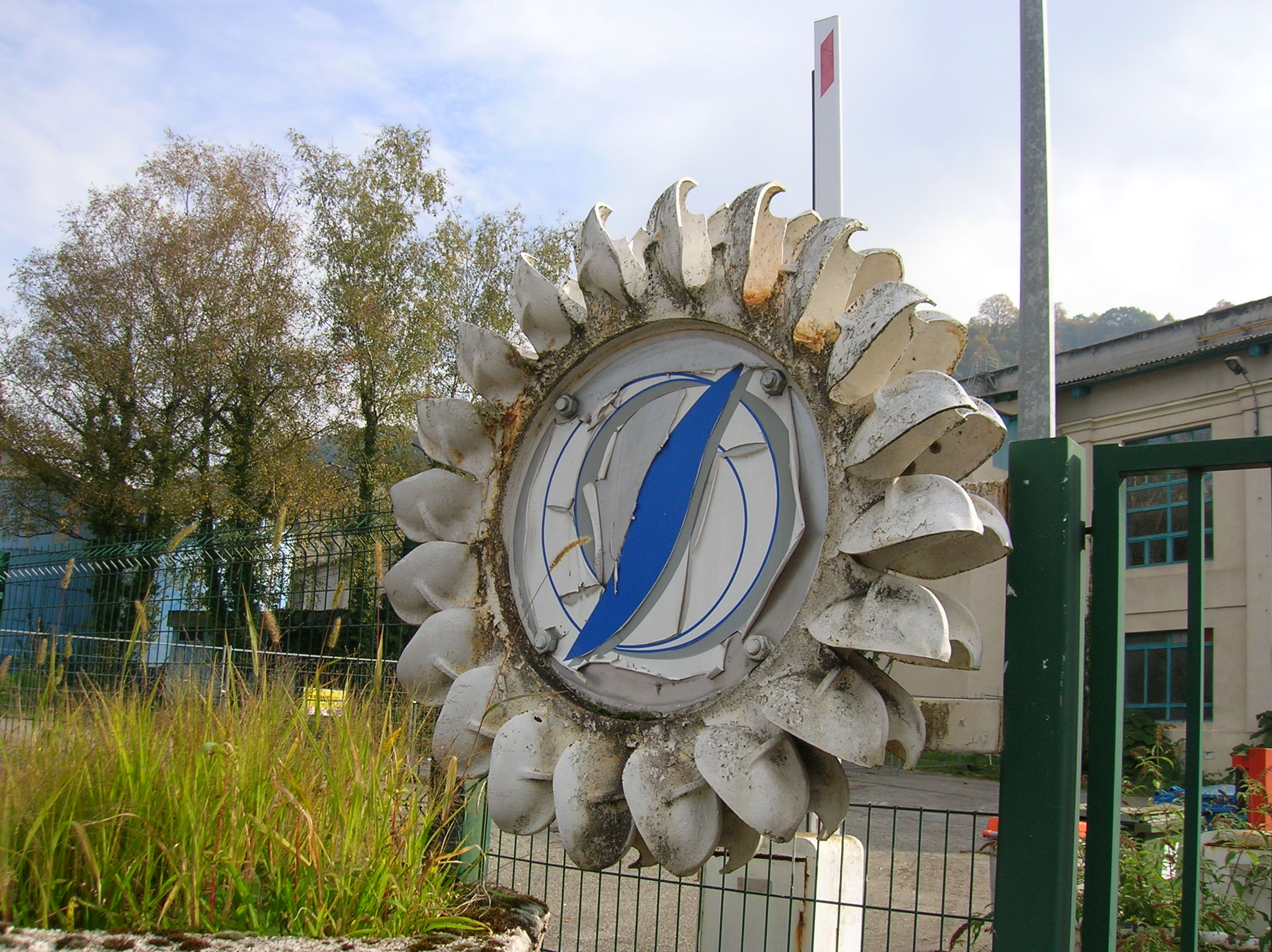
Turbine sur laquelle est apposée le sigle de l'entreprise, exposée à l'entrée de l'usine. Photographie de 2015.

En 1995, l'entreprise arrête son activité carton, ; 200 personnes sont licenciées. En 1997, International Paper décide de se séparer des usines de Lancey pour manque de rentabilité. Les cadres de l'entreprise reprennent alors à leur compte l'entreprise qui redevient ainsi indépendante.
En 2002, les Papeteries de Lancey rejoignent Matussière et Forest SA, ce qui permet une complémentarité commerciale et technique indispensable à la survie des Papeteries de Lancey,. Mais l'entreprise connaît encore des difficultés. À cela s'ajoute une crue du torrent de la Combe de Lancey qui provoque une grave inondation des locaux en 2005, et engendre momentanément du chômage technique pour 280 employés.
En 2005, le groupe est racheté par le groupe Américain MatlinPetterson qui vendra les centrales hydroélectriques de Lancey, seul réel patrimoine concret restant aux papeteries du Grésivaudan. En 2008, avec la persistance de la crise économique et un déficit permanent, la mise en liquidation judiciaire du groupe Matussières et Forest SA, alors encore actionnaire principal du site des papeteries de Lancey, entrainera la fermeture du site en septembre de la même année.

## Évolutions du site

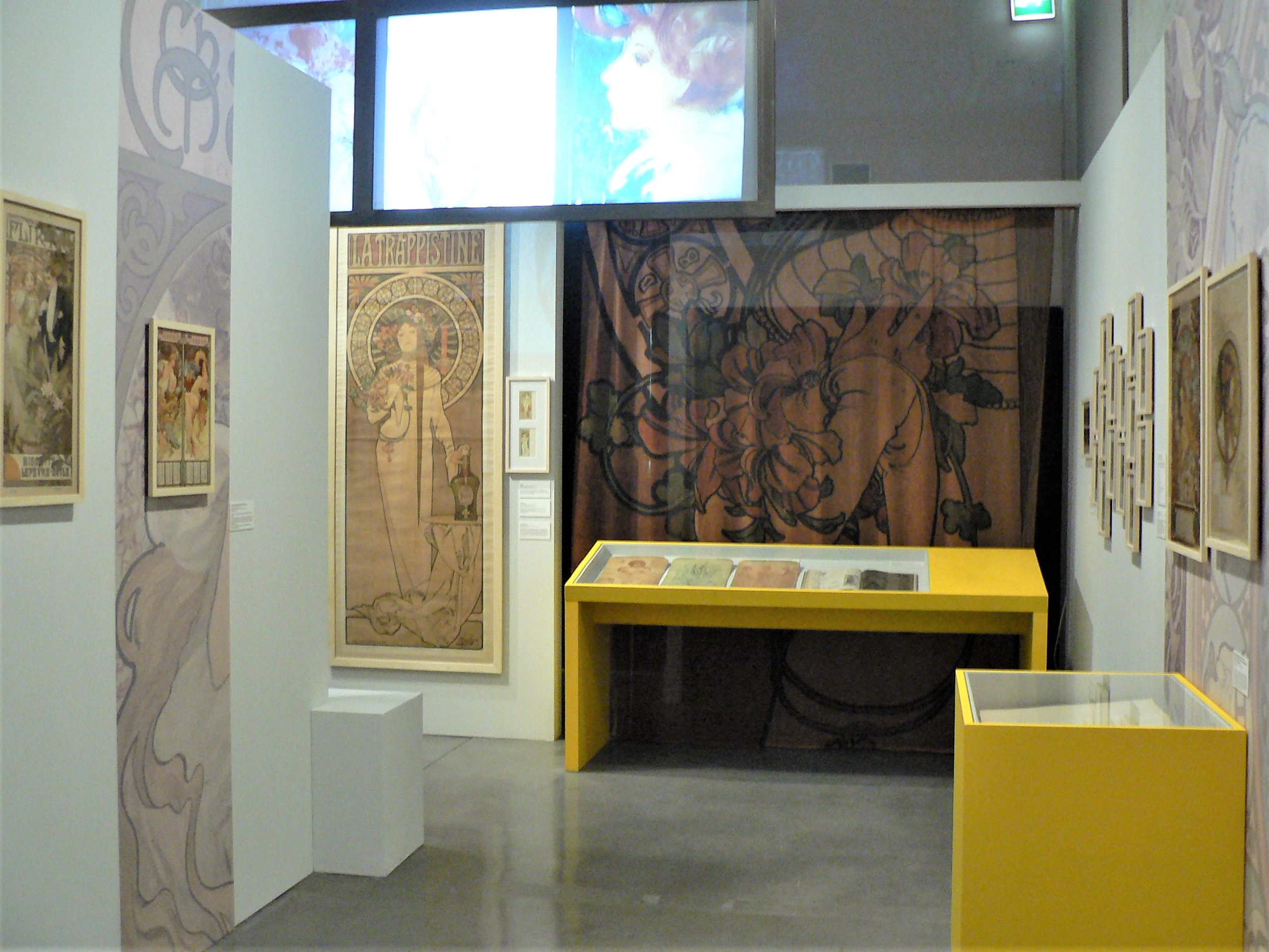
L'exposition « Alfons Mucha et les Bergès : une amitié », au musée de la Houille blanche du 27 avril au 16 septembre 2018. Maison Bergès, Lancey, Villard-Bonnot, Isère, AuRA, France.

La maison d'Aristide Bergès a été transformée en musée départemental, la Maison Bergès - Musée de la Houille blanche,, en 2011. Ce bâtiment, empreint d'éclectisme et du style Art nouveau, comporte notamment des éléments liés au travail de l'artiste Alfons Mucha, ami de la famille Bergès, et une statue Allégorie de la Houille Blanche d'Auguste Davin. Avec son rôle de musée, elle accueille des expositions temporaires, dans ses parties intérieures comme dans ses jardins.
Après la fermeture des papeteries, une autre partie du site est consacrée à une pépinière d'entreprises et un boulodrome ; tandis que restent encore en 2024 des parties sur lesquelles existe un risque d'inondation et qui sont désaffectées,.

## Parties classées monuments historiques
En juillet 1992, une partie des papeteries de Lancey reçoit une inscription au titre des monuments historiques. Il s'agit de la portion basse des conduites forcées datant de 1869 et 1889, de la demeure d'Aristide Bergès, ainsi que les « installations du site de la première usine au débouché de la Combe ».